# D12
D12 — американський реп-гурт, сформований у 1996 р. репером Proof. За Kuniva, до першого складу колективу входили: Proof, Eminem, Bizarre, D Rat, Eye Kyu, B-Flat; уже тоді з ними як продюсер співпрацював Mr. Porter.

## Учасники
- Bizarre
- Kuniva
- Свіфті Маквей
- Mr. Porter
- Eminem

## Колишні учасники
- Bugz — застрелили у 1999
- Proof — застрелили у 2006
- Eye-Kyu
- Fuzz Scoota[3]

## Дискографія
- 2001: Devil's Night
- 2004: D12 World